# Risinge, Växjö kommun
Risinge är en småort som ligger i Hemmesjö socken i Växjö kommun i Kronobergs län.